# Wilhelm Freddie

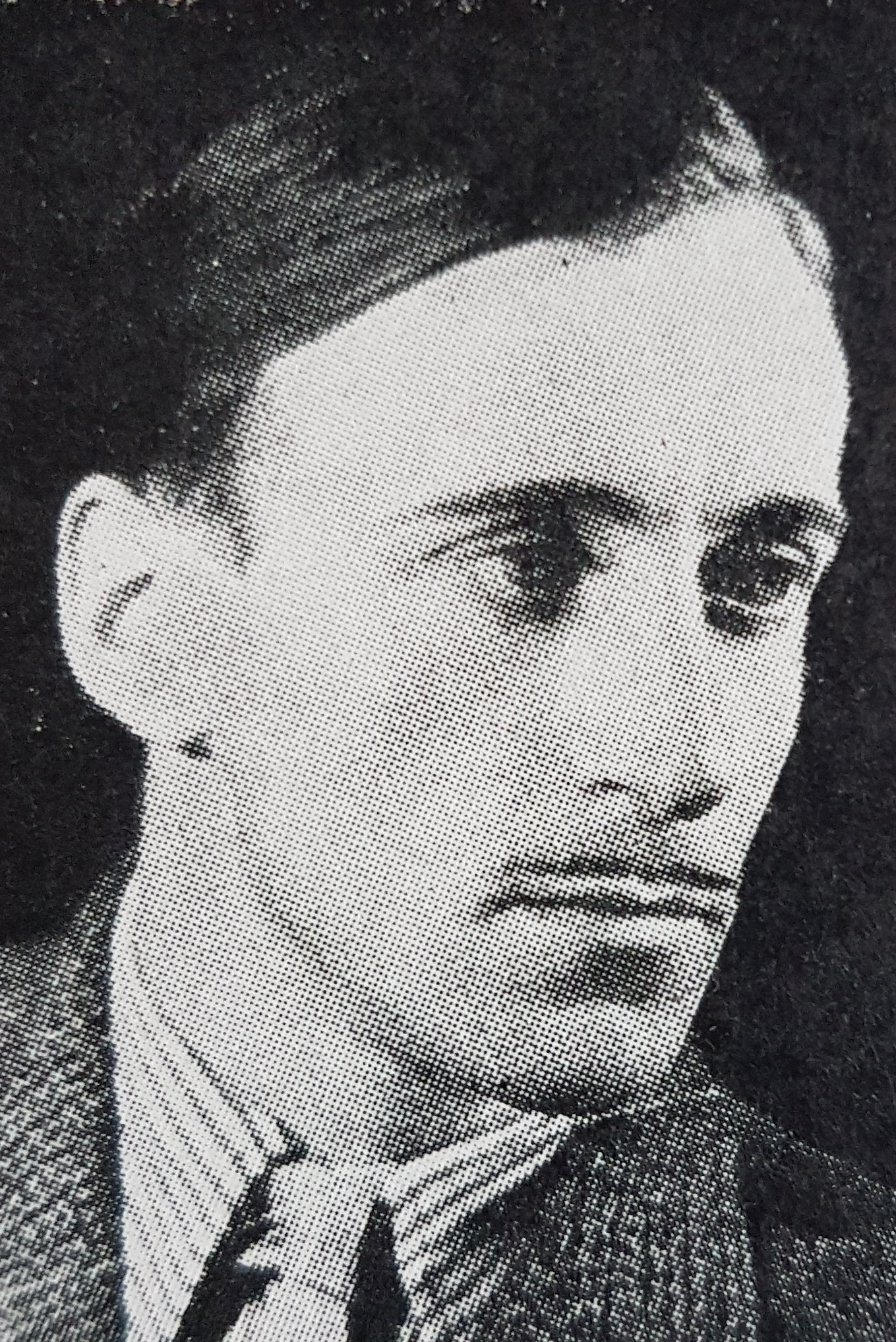
Wilhelm Freddie

Wilhelm Freddie (eigentlich Frederik Wilhelm Christian Carlsen; * 7. Februar 1909 in Kopenhagen; † 26. Oktober 1995 ebenda) war ein dänischer Allround-Künstler, der vor allem als Maler und Bildhauer des Surrealismus bekannt wurde, aber auch in den Bereichen Film, Ballett und Schaufenstergestaltung aktiv war. Er tat sich auch als Happeningkünstler hervor.

## Leben
Wilhelm Freddie begann seine künstlerische Karriere als abstrakter Maler, wandte sich aber bald in den 1930er Jahren dem Surrealismus zu. Wegen seiner kontrovers diskutierten Kunstäußerungen wurde er 1937 auf einer Ausstellungseröffnung in Kopenhagen wegen Verbreitung von Pornographie (in Dänemark!) verhaftet. Seine Werke wurden beschlagnahmt und ins Kopenhagener Kriminalmuseum gebracht. Sie wurden erst 1963 wieder freigegeben.

## Werk
- Die Versuchung des Heiligen Antonius (o. J.), Gemälde, siehe auch Die Versuchungen des heiligen Antonius

## Weblink
- 357 Werke von Wilhelm Freddie in Weilbach, Dansk Kunstnerleksikon

| Personendaten    | Personendaten                                         |
| ---------------- | ----------------------------------------------------- |
| NAME             | Freddie, Wilhelm                                      |
| ALTERNATIVNAMEN  | Carlsen, Frederik Wilhelm Christian (wirklicher Name) |
| KURZBESCHREIBUNG | dänischer Maler und Bildhauer                         |
| GEBURTSDATUM     | 7. Februar 1909                                       |
| GEBURTSORT       | Kopenhagen                                            |
| STERBEDATUM      | 26. Oktober 1995                                      |
| STERBEORT        | Kopenhagen                                            |